# Внутрішня партія

Внутрішня партія охоплює тільки 2 % населення Океанії

Внутрішня партія (англ. Inner Party) — в реальності роману Джорджа Орвелла «1984» один з трьох (внутрішня партія, зовнішня партія і пролі) клас Океанії. Внутрішня партія зазвичай керує Ангсоцом і Поліцією думок і тримає всіх членів зовнішньої партії під пильним наглядом за допомогою технологій, таких як телекран, тоді як пролі живуть у надзвичайно важких, але неконтрольованих умовах.

## Умови життя
Внутрішня партія представляє олігархічний політичний клас в Океанії, очолюваний Старшим братом. Члени внутрішньої партії насолоджуються значно вищою якістю життя, ніж у членів зовнішньої партії і пролів. Телеекрани в їхніх будинках можуть нібито бути вимкнені на невизначений термін (хоча О'Браєн каже Вінстону і Джулії, що нерозумно вимикати його більше, ніж на 30 хвилин за раз); однак це одкровення може бути брехнею для Вінстона і Джулії, оскільки розмови, які вони мали після того, як О'Браєн нібито вимкнув свій телеекран, він пізніше відтворив. Також можливо, що члени внутрішньої партії мають можливість відключити свої телеекрани, і що О'Браєн просто вирішив не робити цього з метою викриття Вінстона і Джулії як дисидентів.
Члени внутрішньої партії також мають доступ до просторих житлових приміщень, особистої прислуги, приватних автомобілів (автомобілі строго обмежені і не допускаються до зовнішньої партії або пролів), а також до високоякісних продуктів харчування, напоїв і споживчих товарів на відміну від низькоякісного джину «Перемога», синтетичної кави і низькосортних сигарет, споживаних зовнішньою партією і пролами. Члени внутрішньої партії мають доступ до вина, а також до справжньої кави, чаю, цукру, молока та якісних сигарет. Внутрішньопартійні райони утримуються чистими і презентабельними, порівняно із зовнішніми партійними і пролетарськими районами.
Потенційних членів внутрішньої партії відбирають у молодому віці відповідно до серії тестів; расове походження і сімейний спадок не мають значення в цьому процесі, поки доведена їхня лояльність. У книзі Ґолдштайна сказано, що дитина, народжена від внутрішньопартійних батьків, автоматично не народжується у внутрішній партії, і що всі расові групи в Океанії, включно з «євреями, неграми і південноамериканцями чистої індіанської крові», представлені в її лавах. Візуально членів внутрішньої партії завжди можна впізнати на публіці за їхніми чорними комбінезонами. Жоден член зовнішньої партії або прол не може входити у внутрішньопартійні райони без дозволу члена внутрішньої партії.
У романі О'Браєн — єдиний член внутрішньої партії, якого зустрічає Вінстон Сміт.
Книга Ґолдштайна пояснює причини класових поділів в Океанії, але її, як з'ясовується, створив внутрішньопартійний комітет, частиною якого був О'Браєн.